# Xoes egeria
Xoes egeria là một loài bọ cánh cứng trong họ Cerambycidae.